# Knocked Out Loaded
Knocked Out Loaded is het 24e studioalbum van Bob Dylan, uitgebracht op 14 juli 1986 op Columbia Records . Het album kwam tot stand in een artistiek mindere periode van Dylan, waarin de inspiratie voor teksten ontbrak. Het album bevat slechts 8 nummers, waarvan 3 covers. Dylan nam zijn toevlucht tot een procedé om samen met anderen teksten te schrijven. Met Carole Bayer Sager schreef hij "Under Your Spell" en met Tom Petty "Got My Mind Made Up". De belangrijkste compositie op het album, "Brownsville Girl" , schreef hij samen met toneelschrijver Sam Shepard.

## Productie
- De oudste opname voor het album was "Driftin' Too Far from Shore", dat Dylan met Ron Wood op gitaar opnam in 1984 in New York en later in april 1986 voorzien werd van een technosound.[2]
- In december 1984 werd in de Cherokee Studio in Hollywood "New Danville Girl" opgenomen. "Danville Girl", de inspiratie, was een folksong, die Dylan kende van Woody Guthrie en in "New Danville Girl" schreef Dylan samen met Sam Shephard een tekst gebaseerd op de film The Gunfighter. Na overdubs in mei 1986 werd het onder de titel "Brownsville Girl" op het album gezet, de eerdere versie verscheen op The Bootleg Series Vol. 16: Springtime in New York 1980–1985.
- In november 1985 werd in de Church Studios van Dave Stewart in Londen "Under Your Spell" opgenomen.
- In mei en juni 1986 werden in meerdere studio's in Californië met medewerking van o.a. Tom Petty, Al Kooper en T Bone Burnett de overige nummers opgenomen.

## Track listing
| 1.                 | You Wanna Ramble            | Little Junior Parker           | 3:14 |
| 2.                 | They Killed Him             | Kris Kristofferson             | 4:00 |
| 3.                 | Driftin' Too Far from Shore | Dylan                          | 3:39 |
| 4.                 | Precious Memories           | Traditional; arranged by Dylan | 3:13 |
| 5.                 | Maybe Someday               | Dylan                          | 3:17 |
| Totale duur: 17:23 |                             |                                |      |

| 1.                 | Brownsville Girl    | Dylan, Sam Shepard        | 11:00 |
| 2.                 | Got My Mind Made Up | Dylan, Tom Petty          | 2:53  |
| 3.                 | Under Your Spell    | Dylan, Carole Bayer Sager | 3:58  |
| Totale duur: 17:51 |                     |                           |       |

## Musici
- Bob Dylan – gitaar, keyboards, Zang, productie
- Peggi Blu – achtergrondzang
- Majason Bracey – achtergrondzang
- Clem Burke, Anton Fig, Mike Berment, Milton Gabriel, Don Heffington, Bryan Parris, Stan Lynch, Raymond Lee Pounds – drums
- T Bone Burnett, Tom Petty, Ira Ingber, Mike Campbell, Jack Sherman, David A. Stewart, Ron Wood – gitaar
- Carolyn Dennis – achtergrondzang
- Steve Douglas – saxofoon
- Howie Epstein, James Jamerson, Jr., John McKenzie, Vito Sanfilippo, Carl Sealove, Jon Paris – basgitaar
- Lara Firestone – kinderkoor
- Keysha Gwin – kinderkoor
- Muffy Hendrix – achtergrondzang
- April Hendrix-Haberlan – kinderkoor
- Dewey B. Jones II – achtergrondzang
- Phil Jones – conga's
- Al Kooper, Vince Melamed, Patrick Seymour, Benmont Tench – keyboards
- Steve Madaio – trompet
- Queen Esther Marrow – achtergrondzang
- Larry Mayhand – kinderkoor
- Larry Meyers – mandoline
- Angel Newell – kinderkoor
- Herbert Newell – achtergrondzang
- Al Perkins – steel gitaar
- Crystal Pounds – achtergrondzang
- Madelyn Quebec – achtergrondzang
- Daina Smith – kinderkoor
- Maia Smith – kinderkoor
- Medena Smith – kinderkoor
- Annette May Thomas – kinderkoor
- Damien Turnbough – kinderkoor
- Chyna Wright – kinderkoor
- Elesecia Wright – kinderkoor
- Tiffany Wright – kinderkoor

### Productie
- Britt Bacon – engineering
- Judy Feltus – engineering
- Don Smith – engineering
- George Tutko – engineering

## Hitnoteringen
Het album bereikte nummer 53 op de Billboard 200, nummer 35 op de UK Albums Chart en nummer 37 in Nederland.
- MusicBrainz release group: 423bf65a-6e28-3a14-8ea7-08912eb15e29